# Warsaw Cup
Warsaw Cup é uma competição internacional de patinação artística no gelo sediada na cidade de Varsóvia, Polônia. A competição é disputada anualmente, e teve sua primeira edição disputada em 2001, e faz parte do calendário do Challenger Series desde a temporada 2014–15.
Até 2009 foi disputada somente nos níveis júnior e noviço, em 2010 foi acrescentado a competição no nível sênior de duplas, em 2012 foi adicionado os eventos individuais masculino e feminino, e em 2014 a dança no gelo, e deixaram de ser disputados as competições dos níveis júnior e noviço.

## Edições
| Ano  | Edição | Cidade sede | Sênior | Sênior | Sênior | Sênior | Júnior | Júnior | Júnior | Noviço | Noviço | Noviço | Ref           |
| Ano  | Edição | Cidade sede | M      | F      | P      | D      | M      | F      | P      | M      | F      | P      | Ref           |
| ---- | ------ | ----------- | ------ | ------ | ------ | ------ | ------ | ------ | ------ | ------ | ------ | ------ | ------------- |
| 2001 | 1.ª    | Varsóvia    | —      | —      | —      | —      | —      | —      | —      | —      | —      | —      |               |
| 2002 | 2.ª    | Varsóvia    | –      | –      | –      | –      | •      | •      | –      | •      | •      | –      | [ 1 ]         |
| 2003 | 3.ª    | Varsóvia    | –      | –      | –      | –      | •      | •      | •      | •      | •      | •      | [ 2 ]         |
| 2004 | 4.ª    | Varsóvia    | –      | –      | –      | –      | •      | •      | –      | •      | •      | –      | [ 3 ]         |
| 2005 | 5.ª    | Varsóvia    | –      | –      | –      | –      | •      | •      | •      | •      | •      | •      | [ 4 ]         |
| 2006 | 6.ª    | Varsóvia    | –      | –      | –      | –      | •      | •      | •      | •      | •      | –      | [ 5 ]         |
| 2007 | 7.ª    | Varsóvia    | –      | –      | –      | –      | •      | •      | •      | •      | •      | •      | [ 6 ]         |
| 2008 | 8.ª    | Varsóvia    | –      | –      | –      | –      | •      | •      | •      | •      | •      | •      | [ 7 ]         |
| 2009 | 9.ª    | Varsóvia    | –      | –      | –      | –      | •      | •      | •      | •      | •      | •      | [ 8 ]         |
| 2010 | 10.ª   | Varsóvia    | –      | –      | •      | –      | •      | •      | •      | •      | •      | –      | [ 9 ]         |
| 2011 | 11.ª   | Varsóvia    | –      | –      | •      | –      | •      | •      | •      | •      | •      | –      | [ 10 ]        |
| 2012 | 12.ª   | Varsóvia    | •      | •      | •      | –      | •      | •      | •      | •      | •      | –      | [ 11 ]        |
| 2013 | 13.ª   | Varsóvia    | •      | •      | •      | –      | •      | •      | •      | •      | •      | –      | [ 12 ]        |
| 2014 | 14.ª   | Varsóvia    | •      | •      | •      | •      | –      | –      | –      | –      | –      | –      | [ 13 ]        |
| 2015 | 15.ª   | Varsóvia    | •      | •      | •      | •      | –      | –      | –      | –      | –      | –      | [ 14 ]        |
| 2016 | 16.ª   | Varsóvia    | •      | •      | •      | •      | –      | –      | –      | –      | –      | –      | [ 15 ] [ 16 ] |
| 2017 | 17.ª   | Varsóvia    | •      | •      | •      | •      | –      | –      | –      | –      | –      | –      | [ 17 ]        |

Legenda
- Parte do Challenger Series ISU
- –  Evento não disputado neste ano
- –  Informações desconhecidas

## Lista de medalhistas

### Sênior

#### Individual masculino
| Evento                   | Ouro                       | Prata                                  | Bronze                     |
| Vársóvia 2012 (detalhes) | Alexander Majorov · Suécia | Misha Ge · Uzbequistão                 | Maciej Cieplucha · Polônia |
| Vársóvia 2013 (detalhes) | Stéphane Walker · Suíça    | Jorik Hendrickx · Bélgica              | Maciej Cieplucha · Polônia |
| Vársóvia 2014 (detalhes) | Alexander Petrov · Rússia  | Michael Christian Martinez · Filipinas | Matteo Rizzo · Itália      |
| Vársóvia 2015 (detalhes) | Alexander Samarin · Rússia | Anton Shulepov · Rússia                | Zhan Bush · Rússia         |
| Vársóvia 2016 (detalhes) | Alexander Majorov · Suécia | Dmitri Aliev · Rússia                  | Stéphane Walker · Suíça    |
| Vársóvia 2017 (detalhes) | Matteo Rizzo · Itália      | Stéphane Walker · Suíça                | Liam Firus · Canadá        |

#### Individual feminino
| Evento                   | Ouro                            | Prata                             | Bronze                               |
| Vársóvia 2012 (detalhes) | Isabelle Olsson · Suécia        | Natalia Popova · Ucrânia          | Sandy Hoffmann · Alemanha            |
| Vársóvia 2013 (detalhes) | Agata Kryger · Polônia          | Camilla Gjersem · Noruega         | Elizaveta Ukolova · República Tcheca |
| Vársóvia 2014 (detalhes) | Elizaveta Tuktamysheva · Rússia | Anastasia Galustyan · Armênia     | Aleksandra Golovkina · Lituânia      |
| Vársóvia 2015 (detalhes) | Elizaveta Tuktamysheva · Rússia | Serafima Sakhanovich · Rússia     | Anastasia Galustyan · Armênia        |
| Vársóvia 2016 (detalhes) | Nicole Schott · Alemanha        | Kailani Craine · Austrália        | Alexandra Avstriyskaya · Rússia      |
| Vársóvia 2017 (detalhes) | Serafima Sakhanovich · Rússia   | Stanislava Konstantinova · Rússia | Courtney Hicks · Estados Unidos      |

#### Duplas
| Evento                   | Ouro                                            | Prata                                              | Bronze                                                    |
| Vársóvia 2010 (detalhes) | Mari Vartmann · Aaron Van Cleave · Alemanha     | Katharina Gierok · Florian Just · Alemanha         | Alexandra Herbríková · Alexandr Zaboev · República Tcheca |
| Vársóvia 2011 (detalhes) | Anastasia Martiusheva · Alexei Rogonov · Rússia | Lubov Bakirova · Mikalai Kamianchuk · Bielorrússia | nenhum outro competidor                                   |
| Vársóvia 2012 (detalhes) | Evgenia Tarasova · Vladimir Morozov · Rússia    | Maria Paliakova · Nikita Bochkov · Bielorrússia    | Alexandra Gorovaya · Sergei Deynega · Ucrânia             |
| Vársóvia 2013 (detalhes) | Ksenia Stolbova · Fedor Klimov · Rússia         | Lina Fedorova · Maxim Miroshkin · Rússia           | Maria Paliakova · Nikita Bochkov · Bielorrússia           |
| Vársóvia 2014 (detalhes) | Lubov Iliushechkina · Dylan Moscovitch · Canadá | Lina Fedorova · Maxim Miroshkin · Rússia           | Valentina Marchei · Ondřej Hotárek · Itália               |
| Vársóvia 2015 (detalhes) | Aliona Savchenko · Bruno Massot · Alemanha      | Nicole Della Monica · Matteo Guarise · Itália      | Goda Butkutė · Nikita Ermolaev · Lituânia                 |
| Vársóvia 2016 (detalhes) | Valentina Marchei · Ondřej Hotárek · Itália     | Chelsea Liu · Brian Johnson · Estados Unidos       | Minerva Fabienne Hase · Nolan Seegert · Alemanha          |
| Vársóvia 2017 (detalhes) | Valentina Marchei · Ondřej Hotárek · Itália     | Aleksandra Boikova · Dmitrii Kozlovskii · Rússia   | Minerva Fabienne Hase · Nolan Seegert · Alemanha          |

#### Dança no gelo
| Evento                   | Ouro                                         | Prata                                                | Bronze                                          |
| Vársóvia 2014 (detalhes) | Federica Testa · Lukáš Csölley · Eslováquia  | Alexandra Nazarova · Maxim Nikitin · Ucrânia         | Wang Shiyue · Liu Xinyu · China                 |
| Vársóvia 2015 (detalhes) | Charlène Guignard · Marco Fabbri · Itália    | Natalia Kaliszek · Maksym Spodyriev · Polônia        | Cecilia Törn · Jussiville Partanen · Finlândia  |
| Vársóvia 2016 (detalhes) | Ekaterina Bobrova · Dmitri Soloviev · Rússia | Tiffany Zahorski · Jonathan Guerreiro · Rússia       | Lucie Myslivečková · Lukáš Csölley · Eslováquia |
| Vársóvia 2017 (detalhes) | Betina Popova · Sergey Mozgov · Rússia       | Lorraine McNamara · Quinn Carpenter · Estados Unidos | Oleksandra Nazarova · Maksym Nikitin · Ucrânia  |

### Júnior

#### Individual masculino júnior
| Evento                   | Ouro                              | Prata                              | Bronze                          |
| Vársóvia 2002 (detalhes) | Dzmitry Malocnikav · Bielorrússia | Maciej Lewandowski · Polônia       | Tommi Piiroinen · Finlândia     |
| Vársóvia 2003 (detalhes) | Sergei Shiliaev · Bielorrússia    | Dzmitry Malochnikav · Bielorrússia | Alexandr Kazakov · Bielorrússia |
| Vársóvia 2004 (detalhes) | Maciej Cieplucha · Polônia        | Mateusz Chruściński · Polônia      | Janusz Karweta · Polônia        |
| Vársóvia 2005 (detalhes) | Maciej Cieplucha · Polônia        | Mateusz Chruściński · Polônia      | Justus Strid · Suécia           |
| Vársóvia 2006 (detalhes) | Philipp Tischendorf · Alemanha    | Alexei Bychenko · Ucrânia          | Maciej Cieplucha · Polônia      |
| Vársóvia 2007 (detalhes) | Maciej Cieplucha · Polônia        | Sebastian Iwasaki · Polônia        | Luca Dematte · Itália           |
| Vársóvia 2008 (detalhes) | Petr Coufal · República Tcheca    | Ruben Blommaert · Bélgica          | Edwin Siwkowski · Polônia       |
| Vársóvia 2009 (detalhes) | Ivan Bich · Rússia                | Kamil Białas · Polônia             | Mikhail Karaliuk · Bielorrússia |
| Vársóvia 2010 (detalhes) | Vitali Luchanok · Bielorrússia    | Edwin Siwkowski · Polônia          | Kamil Białas · Polônia          |
| Vársóvia 2011 (detalhes) | Harry Mattick · Reino Unido       | Aliaksei Mialiokhin · Bielorrússia | Kamil Dymowski · Polônia        |
| Vársóvia 2012 (detalhes) | Panagiotis Polizoakis · Alemanha  | Sondre Oddvoll Bøe · Noruega       | Alexander Bjelde · Alemanha     |
| Vársóvia 2013 (detalhes) | Sondre Oddvoll Bøe · Noruega      | Krzysztof Gala · Polônia           | Marco Pauletti · Itália         |

#### Individual feminino júnior
| Evento                   | Ouro                               | Prata                              | Bronze                        |
| Vársóvia 2002 (detalhes) | Laura Lepistö · Finlândia          | Krystina Mikhailava · Bielorrússia | Evgenia Melnik · Bielorrússia |
| Vársóvia 2003 (detalhes) | Evgenia Melnik · Bielorrússia      | Krystina Mikhailava · Bielorrússia | Ilona Senderek · Polônia      |
| Vársóvia 2004 (detalhes) | Laura Czarnotta · Polônia          | Ilona Senderek · Polônia           | Joanna Sulej · Polônia        |
| Vársóvia 2005 (detalhes) | Krystina Mikhailova · Bielorrússia | Melisa Lahdeoja · Finlândia        | Joanna Sulej · Polônia        |
| Vársóvia 2006 (detalhes) | Laura Lepistö · Finlândia          | Jelena Glebova · Estônia           | Irina Movchan · Ucrânia       |
| Vársóvia 2007 (detalhes) | Angelica Olsson · Suécia           | Minna Parviainen · Finlândia       | Daisy Nevalainen · Finlândia  |
| Vársóvia 2008 (detalhes) | Silvia Lovison · Itália            | Ines Karvinen · Finlândia          | Reetta Romppanen · Finlândia  |
| Vársóvia 2009 (detalhes) | Anine Rabe · Noruega               | Celine Mysen · Noruega             | Anne Line Gjersem · Noruega   |
| Vársóvia 2010 (detalhes) | Celine Mysen · Noruega             | Camilla Gjersem · Noruega          | Ringaile Meskaite · Lituânia  |
| Vársóvia 2011 (detalhes) | Nicole Schott · Alemanha           | Sabrina Schulz · Áustria           | Camilla Gjersem · Noruega     |
| Vársóvia 2012 (detalhes) | Annabelle Prölß · Alemanha         | Carla Monzali · França             | Pernille Sorensen · Dinamarca |
| Vársóvia 2013 (detalhes) | Deimantė Kizalaitė · Lituânia      | Lea Johanna Dastich · Alemanha     | Matilde Gianocca · Suíça      |

#### Duplas júnior
| Evento                   | Ouro                                              | Prata                                                   | Bronze                                                |
| 2002                     | Não houve a disputa das Duplas júnior             | Não houve a disputa das Duplas júnior                   | Não houve a disputa das Duplas júnior                 |
| Vársóvia 2003 (detalhes) | Joanna Dusik · Patryk Szałaśny · Polônia          | nenhum outro competidor                                 | nenhum outro competidor                               |
| 2004                     | Não houve a disputa das Duplas júnior             | Não houve a disputa das Duplas júnior                   | Não houve a disputa das Duplas júnior                 |
| Vársóvia 2005 (detalhes) | Aneta Michałek · Bartosz Paluchowski · Polônia    | Krystyna Klimczak · Janusz Karweta · Polônia            | nenhum outro competidor                               |
| Vársóvia 2006 (detalhes) | Maria Sergejeva · Ilja Glebov · Estônia           | Krystyna Klimczak · Janusz Karweta · Polônia            | nenhum outro competidor                               |
| Vársóvia 2007 (detalhes) | Krystyna Klimczak · Janusz Karweta · Polônia      | Andrea Hollerová · Jakub Šafránek · República Tcheca    | Katarzyna Wilczyk · Bartłomiej Paluchowski · Polônia  |
| Vársóvia 2008 (detalhes) | Carolina Gillespie · Daniel Aggiano · Itália      | Alexandra Herbríková · Lukáš Ovčáček · República Tcheca | Krystyna Klimczak · Janusz Karweta · Polônia          |
| Vársóvia 2009 (detalhes) | Evgenia Krapivina · Konstantin Medovikov · Rússia | Irina Moiseeva · Vladimir Morozov · Rússia              | Natalia Kaliszek · Michał Kaliszek · Polônia          |
| Vársóvia 2010 (detalhes) | Magdalena Klatka · Radosław Chruściński · Polônia | Anna Siedlecka · Jakub Tyc · Polônia                    | Magdalena Jaskółka · Piotr Snopek · Polônia           |
| Vársóvia 2011 (detalhes) | Valeria Grechukhina · Andrei Filonov · Rússia     | Ekaterina Krutskikh · Vladimir Morozov · Rússia         | Kamilla Gainetdinova · Ivan Bich · Rússia             |
| Vársóvia 2012 (detalhes) | Lina Fedorova · Maxim Miroshkin · Rússia          | Annabelle Prölß · Ruben Blommaert · Alemanha            | Arina Cherniavskaia · Antonio Souza-Kordeyru · Rússia |
| Vársóvia 2013 (detalhes) | Maria Vigalova · Egor Zakroev · Rússia            | Anastasia Kholkina · Vladimir Arkhipov · Rússia         | Julia Linckh · Konrad Hocker Scholler · Alemanha      |

### Noviço avançado

#### Individual masculino noviço avançado
| Evento                   | Ouro                            | Prata                              | Bronze                      |
| Vársóvia 2002 (detalhes) | Tomasz Grajcar · Polônia        | Michael Chrolenko · Noruega        | Michał Brzeziński · Polônia |
| Vársóvia 2003 (detalhes) | Edwin Siwkowski · Polônia       | Vitali Luchanok · Bielorrússia     | Sebastian Iwasaki · Polônia |
| Vársóvia 2004 (detalhes) | Sebastian Iwasaki · Polônia     | Sebastian Lofek · Polônia          | Edwin Siwkowski · Polônia   |
| Vársóvia 2005 (detalhes) | Abzal Rakimgaliev · Cazaquistão | Keiran Araza · Dinamarca           | Sebastian Lofek · Polônia   |
| Vársóvia 2006 (detalhes) | Viktor Romanenkov · Estônia     | Jakub Tyc · Polônia                | Martin Rappe · Alemanha     |
| Vársóvia 2007 (detalhes) | Matthias Versluis · Finlândia   | Jan Bielecki · Polônia             | Sebastian Lofek · Polônia   |
| Vársóvia 2008 (detalhes) | Kamil Dymowski · Polônia        | Jan Bielecki · Polônia             | Mateusz Kowalczyk · Polônia |
| Vársóvia 2009 (detalhes) | Mandus Thorman · Suécia         | Victor Bustamante Amazan · Espanha | Deividas Kizala · Lituânia  |
| Vársóvia 2010 (detalhes) | Deniss Vasiljevs · Letônia      | Krzysztof Gala · Polônia           | Alberto Vanz · Itália       |
| Vársóvia 2011 (detalhes) | Deniss Vasiljevs · Letônia      | Sondre Oddvoll Bøe · Noruega       | Deividas Kizala · Lituânia  |
| Vársóvia 2012 (detalhes) | Deniss Vasiljevs · Letônia      | Arthur Ribes · França              | Marco Pauletti · Itália     |
| Vársóvia 2013 (detalhes) | Pavel Iuferov · Rússia          | Andrei Petrenko · Rússia           | Maxence Collet · França     |

#### Individual feminino noviço avançado
| Evento                   | Ouro                             | Prata                                 | Bronze                          |
| Vársóvia 2002 (detalhes) | Agata Srokowska · Polônia        | Caroline Nilsen · Noruega             | Tanja Aas · Noruega             |
| Vársóvia 2003 (detalhes) | Laura Czarnotta · Polônia        | Nicole Gurny · África do Sul          | Beata Gryz · Polônia            |
| Vársóvia 2004 (detalhes) | Christel De Haan · Países Baixos | Katarzyna Dusik · Polônia             | Paulina Klimaj · Polônia        |
| Vársóvia 2005 (detalhes) | Maria Paliakova · Bielorrússia   | Michelle Tromborg-Nielsen · Dinamarca | Sandra Matz · Polônia           |
| Vársóvia 2006 (detalhes) | Nicole Gurny · Alemanha          | Johanna Alik · Estônia                | Ines Karvinen · Finlândia       |
| Vársóvia 2007 (detalhes) | Isabelle Olsson · Suécia         | Naomi de Simone · Itália              | Ines Karvinen · Finlândia       |
| Vársóvia 2008 (detalhes) | Anais Claes · Bélgica            | Kathrine Ostby · Noruega              | Victoria Manni · Itália         |
| Vársóvia 2009 (detalhes) | Aleksandra Golovkina · Lituânia  | Eveliina Viljanen · Finlândia         | Agata Kryger · Polônia          |
| Vársóvia 2010 (detalhes) | Aleksandra Golovkina · Lituânia  | Alessandra Cernuschi · Itália         | Agata Kryger · Polônia          |
| Vársóvia 2011 (detalhes) | Liubov Efimenko · Finlândia      | Elizaveta Yushenko · Rússia           | Aleksandra Golovkina · Lituânia |
| Vársóvia 2012 (detalhes) | Deimantė Kizalaitė · Lituânia    | Kristinna Vagtborg Jensen · Dinamarca | Shaline Ruegger · Suíça         |
| Vársóvia 2013 (detalhes) | Anastasia Gubanova · Rússia      | Diana Nikitina · Letônia              | Julie Froetscher · França       |

#### Duplas noviço avançado
| Evento                   | Ouro                                           | Prata                                                   | Bronze                                           |
| 2002                     | Não houve a disputa das Duplas noviço avançado | Não houve a disputa das Duplas noviço avançado          | Não houve a disputa das Duplas noviço avançado   |
| Vársóvia 2003 (detalhes) | Julia Szczerbowska · Łukasz Chluba · Polônia   | Krystyna Klimczak · Janusz Karweta · Polônia            | Agnieszka Klimek · Bartosz Paluchowski · Polônia |
| 2004                     | Não houve a disputa das Duplas noviço avançado | Não houve a disputa das Duplas noviço avançado          | Não houve a disputa das Duplas noviço avançado   |
| Vársóvia 2005 (detalhes) | Anaïs Morand · Antoine Dorsatz · Suíça         | nenhum outro competidor                                 | nenhum outro competidor                          |
| 2006                     | Não houve a disputa das Duplas noviço avançado | Não houve a disputa das Duplas noviço avançado          | Não houve a disputa das Duplas noviço avançado   |
| Vársóvia 2007 (detalhes) | Irina Moiseeva · Vladimir Morozov · Rússia     | Alexandra Herbríková · Lukáš Ovčáček · República Tcheca | Natalia Kaliszek · Michał Kaliszek · Polônia     |
| Vársóvia 2008 (detalhes) | Irina Moiseeva · Vladimir Morozov · Rússia     | Magdalena Klatka · Radosław Chruściński · Polônia       | Anastasia Ortikova · Stepan Dubrovskiy · Rússia  |
| Vársóvia 2009 (detalhes) | Maria Deryabina · Mikhail Akulov · Rússia      | Lina Fedorova · Maxim Miroshkin · Rússia                | nenhum outro competidor                          |